# Цзаофані
Цзаофа́ні (кит.: 造反, піньїнь zàofăn — «бунтівники») — учасники загонів, що створювалися у Китаї для допомоги комуністичному урядові в здійсненні так званої культурної революції у другій половині 60-х років ХХ століття. До їх складу належала переважно люмпенізована молодь, яка, сліпо виконуючи вказівки свого керівництва, жорстоко розправлялася з інакодумцями.
Зразком протистояння між загонами цзаофанів став так званий Даосяньський інцидент, коли протягом 2 місяців 1967 року у повіті Даосянь 道县 та межуючих районах (округ Юнчжоу, Хунань) загинуло більш ніж 4 500 тисяч осіб.